# Matricaire odorante
Matricaria discoidea
Espèce
Classification phylogénétique

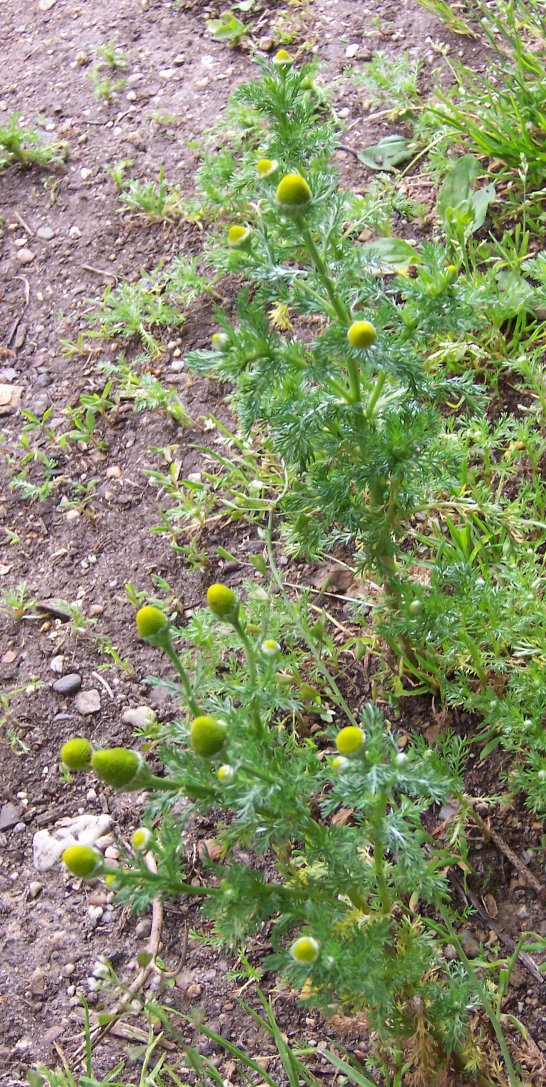
Matricaire odorante

Matricaria discoidea, la Matricaire odorante ou Matricaire sans ligules est une espèce de plante à fleurs de la famille des Astéracées.
C'est une adventice très largement répandue, qui a des usages alimentaires (infusions, aromatisation…).

## Phytonymie
Matricaria vient de matrix (« femelle, matrice, utérus »), la plante ayant été utilisée traditionnellement pour soulager les douleurs des règles. L'épithète spécifique rappelle l'aspect « discoïde » des capitules, en fait en forme de cône, car ils ne possèdent pas de fleurs ligulées sur le pourtour.
Autres noms vernaculaires : matricaire en disque, matricaire discoïde, matricaire fausse-camomille.

### Synonymes
- Tanacetum suaveolens (Pursh) Hook.
- Matricaria suaveolens (Pursh) Buchenau
- Chamomilla suaveolens (Pursh) Rydb.

## Description

### Appareil végétatif
C'est une plante herbacée annuelle basse, de 20 à 40 cm de hauteur, à tige unique très dure, aux feuillage très découpé qui dégage une odeur fruitée rappelant l'ananas quand on le froisse, d'où son nom d'« herbe ananas » (pineapple-weed) par les Anglo-saxons.

### Appareil reproducteur
L'inflorescence est un racème de capitules qui comportent, insérés sur un réceptacle  creux (ce qui la distingue de la Matricaire maritime et inodore, des fleurs tubulées jaune-verdâtre (à la différence des autres matricaires qui ont aussi des fleurs ligulées blanches). Ces fleurs hermaphrodite ont une pollinisation entomogame, autogame. Les fruits sont des akènes à dissémination : barochore. Très résistante au piétinement, les graines peuvent être dispersées par les pneus des véhicules.

## Habitat et répartition
- Habitat-type : tonsures annuelles des lieux surpiétinés ou substrats tassés eutrophiles, mésothermes ;
- Aire de répartition : cosmopolite[4].

### Introduction en France
Selon Gustave Malcuit, cette plante adventice néophyte, originaire de l'Amérique du Nord, apparaît en 1861 le long du canal des Ardennes, puis de 1880 à 1895 dans le Nord de la France. Il indique qu'« elle s'est propagée avec une rapidité telle qu'elle dispute la place à Matricaria inodora « au point de paraître aussi indigène que lui »,.
Un rapport d’excursion présenté en 1909 par 3 naturalistes devant une société savante d'Anjou (Société d'études scientifiques d'Angers signale « l’envahissement des abords de la vallée de la Mayenne par une plante exotique du Nord de l’Amérique et de l’Asie, Matricaria discoidea DC. Cette plante, signalée la première fois dans cette vallée par Giards, en 1903, s’y est développée depuis d’une façon tout à fait prodigieuse, et devra désormais être comptée  comme faisant partie intégrante de notre flore actuelle. Elle a été propagée par les déchets de graines des minoteries de cette vallée ».

## Utilisations

### Alimentation
Cette Matricaire est parfois utilisée en infusion (fleurs et parfois jeunes feuilles et tiges fraiches ou séchées) pour aromatiser les plats (sauces, desserts) et les boissons (tisanes à la place de la Camomille romaine).

### Pharmacopée traditionnelle
Elle a été également utilisée comme plante médicinale par les Amérindiens.
Partageant les mêmes propriétés que les autres camomilles, la matricaire est légèrement sédative et antispasmodique et peut être utilisée en infusion apaisante ou pour soulager les douleurs des règles.

## Culture
Cette plante ne requiert aucun soin particulier car elle est très robuste. Elle peut être installée en bordure d'allée carrossable ou de parking. Vous pouvez aussi la semer au potager pour vous en servir comme plante médicinale.

## Habitat
Près des fermes, dans les lieux incultes et aux bords des routes. On la trouve parfois dans les sols compactés le long des sentiers.